# Klein Sexual Orientation Grid
Das Klein Sexual Orientation Grid (KSOG, „Kleins Raster der sexuellen Orientierung“, kurz auch „Klein Grid“) ist ein von Fritz Klein entwickelter Fragenkatalog, um die Sexuelle Orientierung einer Person zu erfassen und zu beschreiben. Es ist eine 1985 vorgestellte Weiterentwicklung der Kinsey-Skala.

## Entstehung
Der amerikanische Therapeut Fritz Klein schrieb vor allem zum Thema Bisexualität. Die eindimensionale bipolare Kinsey-Skala war ihm zu wenig aussagekräftig, um die Vielfalt der möglichen Erscheinungsformen der sexuellen Orientierung darzustellen. Kinsey stellte die Summe von psychologischen Reaktionen und realem Verhalten in einem einzigen Wert dar. Als Klein Menschen befragte, bemerkte er bei vielen von ihnen eine Verwirrung über ihre sexuelle Orientierung. Diese resultierte aber nicht aus dem, was sie über sich selbst dachten oder fühlten, sondern aus der Definition, welche sie für sich selbst und für andere verwendeten. Viele dachten, dass sie nur zwei Optionen zur Verfügung hätten: Heterosexualität und Homosexualität. Nur ein kleiner Prozentsatz erkannte die Möglichkeit, sich als bisexuell zu bezeichnen. Aber auch diese Dreiteilung ist eine Limitierung. Und auch die siebenteilige Kinseyskala ließ immer wieder Fragen offen. Klein griff verschiedene Anregungen Kinseys auf und konstruierte mit seinem Team das Klein Sexual Orientation Grid. Sie führten eine Studie durch und veröffentlichten beides 1985 im Journal of Homosexuality und in seinem Buch. Im Artikel ist auch eine nicht repräsentative Studie mit 384 befragten Personen, welche über ein erotisches Kontaktmagazin gewonnen wurden. Eine Analyse ergab, dass sich mit der Selbstidentifikation einer Person die Beantwortung im Raster am treffsichersten vorhersagen ließ. Das KSOG ist auch in der 1993 erschienenen zweiten Ausgabe von Kleins Buch The Bisexual Option enthalten, manchmal wird deshalb auch fälschlicherweise das Jahr der ersten Ausgabe angegeben, wo aber nur die ersten Gedanken dazu stehen.

## KSOG
Klein betrachtete die sexuelle Orientierung als multivariablen und über die Lebenszeit dynamischen Prozess. Im KSOG werden in 21 Feldern sieben bipolare Variablen in drei Dimensionen erfasst. Dabei wird unterschieden zwischen der Vergangenheit, dem was im letzten Jahr passierte und der Idealvorstellung, was man sich in Zukunft wünschen würde. Als Werte werden wie bei Kinsey sieben Zahlen verwendet, jedoch von 1 bis 7, im Gegensatz zu 0 bis 6 von Kinsey. Auf Asexualität wird nicht eingegangen. Das vollständig ausgefüllte Raster ergibt ein sehr individuelles Bild, welches sich auch in größeren Gruppen (beispielsweise Vorlesungsteilnehmer) kaum jemals exakt wiederholt. Ein Summenwert ist nicht vorgesehen, man kann aber für den groben Überblick einen Durchschnittswert berechnen.
| Variablen                                      | Variablen                | Vergangenheit | Gegenwart | Idealvorstellung |
| ---------------------------------------------- | ------------------------ | ------------- | --------- | ---------------- |
| Sexuelles (Selbst-)Erleben                     |                          |               |           |                  |
| A                                              | Sexuelle Anziehung       |               |           |                  |
| B                                              | Sexualverhalten          |               |           |                  |
| C                                              | Sexuelle Phantasien      |               |           |                  |
| Aspekte sexueller Orientierung im engeren Sinn |                          |               |           |                  |
| D                                              | Emotionale Vorliebe      |               |           |                  |
| E                                              | Soziale Vorliebe         |               |           |                  |
| F                                              | Lebensstil (Hetero/Homo) |               |           |                  |
| Selbstidentifikation                           |                          |               |           |                  |
| G                                              | Selbstidentifizierung    |               |           |                  |

| Wert | Beschreibung für Variable A–E  | Beschreibung für Variable F–G |
| ---- | ------------------------------ | ----------------------------- |
| 1    | nur das andere Geschlecht      | nur heterosexuell             |
| 2    | meistens das andere Geschlecht | meistens heterosexuell        |
| 3    | mehr das andere Geschlecht     | mehr heterosexuell            |
| 4    | beide Geschlechter gleich      | hetero/schwul-lesbisch gleich |
| 5    | mehr das eigene Geschlecht     | mehr schwul-lesbisch          |
| 6    | meistens das eigene Geschlecht | meistens schwul-lesbisch      |
| 7    | nur das eigene Geschlecht      | nur schwul-lesbisch           |

- Vergangenheit: dein Leben bis vor 12 Monaten.
- Gegenwart: die letzten 12 Monate.
- Idealvorstellung: deine Vorhersage für die Zukunft. Was, denkst du, würdest du letztendlich mögen?

|   | Übersetzung           | Original                          | Definition / Beschreibung / Frage |
| - | --------------------- | --------------------------------- | --- |
| A | Sexuelle Anziehung    | Sexual Attraction                 | Zu wem fühlst du dich sexuell hingezogen? |
| B | Sexualverhalten       | Sexual Behaviour                  | Mit welchem Geschlecht hattest du Sex? |
| C | Sexuelle Fantasien    | Sexual Fantasies                  | Um welches Geschlecht drehen sich deine sexuellen Fantasien? (Beim Masturbieren, Tagträume aus dem realen Leben entlehnt oder als reine Einbildung.)                                                                     |
| D | Emotionale Vorliebe   | Emotional Preference              | Emotionaler Einfluss, wenn nicht eingegrenzt, der physikalische Akt der Liebe. Liebst du und magst du nur Angehörige des gleichen Geschlechts, nur des anderen Geschlechts oder Angehörige beider Geschlechter?          |
| E | Soziale Vorliebe      | Social Preference                 | Soziale Vorliebe ist eng verbunden mit, aber oft verschieden zur emotionalen Vorliebe. Welches Geschlecht bevorzugst du, um mit ihm deine Freizeit zu verbringen, und bei welchem Geschlecht fühlst du dich am wohlsten? |
| F | Lebensstil            | Heterosexual/Homosexual Lifestyle | Wie ist die sexuelle Identität der Leute, in deren Gesellschaft du dich bewegst? |
| G | Selbstidentifizierung | Self-Identification               | Wie schätzt du dich selbst ein? |

In manchen in der Literatur zu findenden Versionen sind die Fragen F und G vertauscht.

## Erweiterungen
Eine Erweiterung von Bobbi Keppel und Alan Hamilton aus dem Jahre 1994 erhebt als achte Variable auch die Politische Identität (political identity) mit denselben Werten wie F und G. Dahinter steckt, dass manche Menschen die Beziehung zum Rest der Gesellschaft anders als ihre persönliche sexuelle Identität beschreiben. Als Beispiel führen sie eine Frau an, die eine heterosexuelle sexuelle Identität hat, aber eine lesbische politische Identität.
Dana G. Finnegan und Emily B. McNally verwenden einen Gedankenstrich (-), um den Probanden, wo es zweckmäßig erscheint, asexuelles Verhalten ausdrücken zu lassen. (Verhalten, Gefühle, Erfahrung, Fantasie)